# Коппола, Алисия
Алисия Коппола (англ. Alicia Coppola; род. 12 апреля 1968, Хантингтон, Нью-Йорк) — американская актриса, снимающаяся в основном в телевизионных сериалах.

## Ранние годы
Она родилась в Хантингтоне, в 1990 году окончила Нью-Йоркский университет со степенью бакалавра. Брат Алисии, Мэттью Коппола, и её двоюродная сестра, Дениз Ди Нови, являются кинопродюсерами. Не является родственницей знаменитого режиссёра Фрэнсиса Форда Копполы. 

## Карьера
В конце 1980-х годов Коппола начала работать на телевидении, вела популярное игровое шоу «Пульт управления» на канале MTV. С 1991 года она стала сниматься в телесериалах, играла в основном второстепенные и эпизодические роли. С 1991 по 1994 годы Коппола снималась в мыльной опере «Другой мир», позже играла небольшие роли в известных сериалах «Звёздный путь: Вояджер», «C.S.I.: Место преступления», «24 часа», «Два с половиной человека», Военно-юридическая служба, NCIS, «Иерихон», «Детектив Монк», «Обмани меня», «Кости», «Мыслить как преступник», «Девять жизней Хлои Кинг» и других. Сыграла второстепенную роль агента ФБР в фильме 2007 года «Сокровище нации: Книга тайн». Снялась в сериале «Волчонок» в роли матери Дерека — Талии. В 2019 году сыграла роль второго плана в американском комедийно-драматическом веб-сериале «Почему женщины убивают». В 2022 году сыграла эпизодическую роль в американском сериале «9-1-1».

## Личная жизнь
С 12 июля 1999 года Коппола замужем за актёром, сценаристом и продюсером Энтони Майклом Джонсом. У супругов три дочери: Мила Розелина Джонс (род. 29 октября 2002), Эсме Марлена Джонс (род. 7 ноября 2008) и Грета Хелена Джонс (род. 22 февраля 2010).

## Избранная фильмография
| Год       |   | Русское название       | Оригинальное название | Роль             |
| --------- | - | ---------------------- | --------------------- | ---------------- |
| 2011      | с | Месть                  | Revenge               | Мелисса Андетсон |
| 2013      | с | Волчонок               | Teen Wolf             | Талия Хейл       |
| 2016—2018 | с | Бесстыжие              | Shameless             | Сью              |
| 2019      | с | Почему женщины убивают | Why Women Kill        | Шейла Москони    |